# Луїс Бісбраук
Луїс Бісбраук (нід. Louis Biesbrouck, 20 лютого 1921, Гарлем — 20 грудня 2005, Гемстеде) — нідерландський футболіст, що грав на позиції півзахисника за клуб РКГ та національну збірну Нідерландів.

## Клубна кар'єра
У дорослому футболі дебютував 1945 року виступами за команду РКГ, кольори якої і захищав протягом усієї своєї кар'єри гравця, що тривала сімнадцять років. 

## Виступи за збірну
1948 року дебютував в офіційних матчах у складі національної збірної Нідерландів.
Включався до заявки збірної на футбольний турнір на Олімпійських іграх 1948 року в Лондоні, де, втім, на поле не виходив.
1952 року був обраний капітаном національної збірної Нідерландів для участі у футбольному турнірі на Олімпійських іграх 1952 року у Гельсінкі, де взяв участь у єдиному матчі своєї команди, яка припинила боротьбу у першому ж колі змагання.
Загалом протягом кар'єри в національній команді, яка тривала 7 років, провів у її формі 19 матчів.
Помер 20 грудня 2005 року на 85-му році життя в Гемстеде.
| Дата       | Місто              | Господарі  | Результат | Гості      | Турнір           | Голи | Примітки |
| ---------- | ------------------ | ---------- | --------- | ---------- | ---------------- | ---- | -------- |
| 10-12-1950 | Париж              | Франція    | 5 – 2     | Нідерланди | товариський матч | -    |          |
| 15-4-1951  | Амстердам          | Нідерланди | 5 – 4     | Бельгія    | товариський матч | -    |          |
| 6-6-1951   | Роттердам          | Нідерланди | 2 – 3     | Норвегія   | товариський матч | -    |          |
| 27-10-1951 | Роттердам          | Нідерланди | 4 – 4     | Фінляндія  | товариський матч | -    | 63'      |
| 25-11-1951 | Роттердам          | Нідерланди | 6 – 7     | Бельгія    | товариський матч | -    |          |
| 6-4-1952   | Антверпен          | Бельгія    | 4 – 2     | Нідерланди | товариський матч | -    |          |
| 14-5-1952  | Амстердам          | Нідерланди | 0 – 0     | Швеція     | товариський матч | -    |          |
| 16-7-1952  | Турку              | Нідерланди | 1 – 5     | Бразилія   | ОІ 1952          | -    |          |
| 21-9-1952  | Копенгаген         | Данія      | 3 – 2     | Нідерланди | товариський матч | -    |          |
| 19-10-1952 | Антверпен          | Бельгія    | 2 – 1     | Нідерланди | товариський матч | -    |          |
| 15-11-1952 | Кінгстон-апон-Галл | Англія     | 2 – 2     | Нідерланди | товариський матч | -    |          |
| 7-3-1953   | Роттердам          | Нідерланди | 1 – 2     | Данія      | товариський матч | -    |          |
| 19-4-1953  | Амстердам          | Нідерланди | 0 – 2     | Бельгія    | товариський матч | -    |          |
| 27-9-1953  | Осло               | Норвегія   | 4 – 0     | Нідерланди | товариський матч | -    |          |
| 25-10-1953 | Роттердам          | Нідерланди | 1 – 0     | Бельгія    | товариський матч | -    |          |
| 7-3-1954   | Роттердам          | Нідерланди | 1 – 0     | Англія     | товариський матч | -    |          |
| 4-4-1954   | Антверпен          | Бельгія    | 4 – 0     | Нідерланди | товариський матч | -    |          |
| 19-5-1954  | Стокгольм          | Швеція     | 6 – 1     | Нідерланди | товариський матч | -    |          |
| 30-5-1954  | Цюрих              | Швейцарія  | 3 – 1     | Нідерланди | товариський матч | -    |          |
| Усього     |                    | Матчів     | 19        |            | Голів            | 0    |          |